# Озеро (Луганская область)
Озеро (укр. Озеро) — село, относится к Троицкому району Луганской области Украины.
Население по переписи 2001 года составляло 2 человека. Почтовый индекс — 92121. Телефонный код — 6456. Занимает площадь 3,7 км². Код КОАТУУ — 4425481505.

## Местный совет
92121, Луганська обл., Троїцький р-н, с. Воєводське, вул. Шевченка, 3а  (укр.)